# Gvožđe(III) nitrat
Gvožđe(III) nitrat (feri nitrat) je hemijsko jedinjenje sa formulom . Pošto je on delikvescentan tj. topljiv, on se obično koristi u nonahidratnom obliku · u kom formira bezbojne do bledo ljubičastih kristala.

## Priprema
Ovo jedinjenje se priprema tretiranjem metalnog gvožđa sa azotnom kiselinom.

## Primena

### U hemijskoj laboratoriji
Gvožđe(III) nitrat je katalizator izbora za sintezu natrijum amida iz rastvora natrijuma i amonijaka:
Pojedine gline impregnirane feri nitratom su korisni oksidansi u organskoj sintezi.

### Druge primene
Rastvore feri nitrata koriste zlatari za nagrizanje srebra i legura srebra .